# Muhos
Muhos är en kommun i landskapet Norra Österbotten, Finland. Muhos har 8 909 invånare och har en yta på 797,27 km².
Grannkommuner är Limingo, Uleåborg, Siikalatva, Tyrnävä, Utajärvi och Vaala.
Muhos är enspråkigt finskt.

## Tätorter
Vid tätortsavgränsningen den 31 december 2021 fanns endast en tätort inom Muhos kommuns område: Muhos kyrkoby med 7 091 invånare.

## Styre och politik

### Mandatfördelning i Muhos kommun, valen 1976–2021
| 9 | 3 |  | 11 |  |  |  |

| 9 | 3 |  | 12 | 2 |

| 8 | 3 | 2 | 12 | 2 |

| 7 | 3 | 2 | 13 | 2 |

| 7 | 4 | 2 | 13 |  |

| 6 | 3 | 2 | 14 |  |  |

| 5 | 4 |  | 2 | 13 | 2 |

| 6 | 2 |  |  | 3 | 19 | 3 |

| 25 | 10 |

| 6 | 4 |  | 4 | 17 | 3 |

| 21 | 14 |

| 5 | 3 |  | 7 | 15 | 4 |

| 22 | 13 |

| 5 | 2 |  | 6 | 12 |  |

| 18 | 9 |

| 3 | 2 | 2 | 7 | 11 | 2 |

| 18 | 9 |

### Vänorter
Muhos har inga vänorter.

## Befolkning

### Befolkningsutveckling
| Befolkningsutvecklingen i Muhos kommun 1975–2020                                                             | Befolkningsutvecklingen i Muhos kommun 1975–2020 | Befolkningsutvecklingen i Muhos kommun 1975–2020 | Befolkningsutvecklingen i Muhos kommun 1975–2020 | Befolkningsutvecklingen i Muhos kommun 1975–2020 |
| --- | ------------------------------------------------ | ------------------------------------------------ | ------------------------------------------------ | ------------------------------------------------ |
| |                                                  |                                                  |                                                  |                                                  |
| År |                                                  |                                                  | Folkmängd                                        |                                                  |
| 1975 | 1975                                             |                                                  | 6 682                                            |                                                  |
| 1980 | 1980                                             |                                                  | 6 775                                            |                                                  |
| 1985 | 1985                                             |                                                  | 7 131                                            |                                                  |
| 1990 | 1990                                             |                                                  | 7 517                                            |                                                  |
| 1995 | 1995                                             |                                                  | 7 875                                            |                                                  |
| 2000 | 2000                                             |                                                  | 7 799                                            |                                                  |
| 2005 | 2005                                             |                                                  | 8 240                                            |                                                  |
| 2010 | 2010                                             |                                                  | 8 857                                            |                                                  |
| 2015 | 2015                                             |                                                  | 9 063                                            |                                                  |
| 2020 | 2020                                             |                                                  | 8 903                                            |                                                  |
| Anm: Uppgifterna avser förhållandena den 31 december nämnda år enligt områdesindelningen den 1 januari 2022. |                                                  |                                                  |                                                  |                                                  |

### Språk
Befolkningen efter språk (modersmål) den 31 december 2021. Finska, svenska och samiska räknas som inhemska språk då de har officiell status i landet. Resten av språken räknas som främmande. För språk med färre än 10 talare är siffran dold av Statistikcentralen på grund av sekretesskäl.
| Språk                        | Talare 2021-12-31 | Talare 2021-12-31 |
| Språk                        | Antal             | Andel (%)         |
| ---------------------------- | ----------------- | ----------------- |
| Hela befolkningen            | 8 909             | 100,0             |
| Inhemska språk totalt        | 8 786             | 98,6              |
| Finska                       | 8 780             | 98,6              |
| Svenska                      | 5                 | 0,1               |
| Samiska                      | 1                 | 0,0               |
| Främmande språk totalt       | 123               | 1,4               |
| Ryska                        | 24                | 0,3               |
| Vietnamesiska                | 19                | 0,2               |
| Estniska                     | 19                | 0,2               |
| Thailändska                  | 12                | 0,1               |
| Språk med färre än 10 talare | 49                | 0,6               |

|  | Finska (98,6 %) |

|  | Svenska (0,1 %) |

|  | Samiska (0,0 %) |

|  | Främmande språk (1,3 %) |

|  | Finska (98,6 %) |

|  | Svenska (0,1 %) |

|  | Samiska (0,0 %) |

|  | Främmande språk (1,3 %) |

## Kända personer från Muhos
- Armi Kuusela, Miss Universum 1952
- Gösta Theslöf, militär
- Jani Tuppurainen, ishockeyspelare